# Drużynowe mistrzostwa świata w ice speedwayu
Drużynowe mistrzostwa świata w ice speedwayu – cykl turniejów w wyścigach torowych w odmianie na lodzie (tzw. ice racing). DMŚ są rozgrywane od 1979 roku. Po raz pierwszy odbyły się w Związku Radzieckim.

## Medaliści
| 2 rundy             |
| ------------------- |
| Królewiec Królewiec |

| 2 rundy             |
| ------------------- |
| Eindhoven Eindhoven |

| 2 rundy       |
| ------------- |
| Inzell Inzell |

| 2 rundy             |
| ------------------- |
| Królewiec Królewiec |

| 2 rundy                         |
| ------------------------------- |
| Berlin Zachodni Berlin Zachodni |

| 2 rundy           |
| ----------------- |
| Deventer Deventer |

| 2 rundy       |
| ------------- |
| Inzell Inzell |

| 2 rundy             |
| ------------------- |
| Leningrad Leningrad |

| 2 rundy               |
| --------------------- |
| Heerenveen Heerenveen |

| 2 rundy           |
| ----------------- |
| Grenoble Grenoble |

| 2 rundy     |
| ----------- |
| Assen Assen |

| 2 rundy           |
| ----------------- |
| Ałma-Ata Ałma-Ata |

| 2 rundy       |
| ------------- |
| Inzell Inzell |

| 2 rundy   |
| --------- |
| Oulu Oulu |

| 2 rundy     |
| ----------- |
| Assen Assen |

| 2 rundy           |
| ----------------- |
| Karlstad Karlstad |

| 2 rundy                                 |
| --------------------------------------- |
| Frankfurt nad Menem Frankfurt nad Menem |

| 2 rundy       |
| ------------- |
| Iżewsk Iżewsk |

| 2 rundy       |
| ------------- |
| Berlin Berlin |

| 2 rundy           |
| ----------------- |
| Göteborg Göteborg |

| 2 rundy       |
| ------------- |
| Berlin Berlin |

| 2 rundy       |
| ------------- |
| Berlin Berlin |

| 2 rundy           |
| ----------------- |
| Helsinki Helsinki |

| 2 rundy                 |
| ----------------------- |
| Krasnogorsk Krasnogorsk |

| 2 rundy         |
| --------------- |
| Sarańsk Sarańsk |

| 2 rundy       |
| ------------- |
| Inzell Inzell |

| 2 rundy                 |
| ----------------------- |
| Krasnogorsk Krasnogorsk |

| 2 rundy       |
| ------------- |
| Berlin Berlin |

| 2 rundy         |
| --------------- |
| Sarańsk Sarańsk |

| 2 rundy                 |
| ----------------------- |
| Krasnogorsk Krasnogorsk |

| 2 rundy       |
| ------------- |
| Inzell Inzell |

| 2 rundy                 |
| ----------------------- |
| Krasnogorsk Krasnogorsk |

| 2 rundy       |
| ------------- |
| Berlin Berlin |

| 2 rundy             |
| ------------------- |
| Togliatti Togliatti |

| 2 rundy     |
| ----------- |
| Sanok Sanok |

| 2 rundy             |
| ------------------- |
| Togliatti Togliatti |

| 2 rundy       |
| ------------- |
| Berlin Berlin |

| 2 rundy             |
| ------------------- |
| Togliatti Togliatti |

| 2 rundy       |
| ------------- |
| Inzell Inzell |

| 2 rundy             |
| ------------------- |
| Szadrinsk Szadrinsk |

| 2 rundy             |
| ------------------- |
| Togliatti Togliatti |

| 2 rundy       |
| ------------- |
| Berlin Berlin |

## Klasyfikacja medalowa

### Według państw
Stan po sezonie 2020
| Lp. | Państwo    | Złoto | Srebro | Brąz | Razem |
| --- | ---------- | ----- | ------ | ---- | ----- |
| 1.  | Rosja      | 38    | 3      | 1    | 42    |
| 2.  | Szwecja    | 3     | 23     | 6    | 32    |
| 3.  | Niemcy     | 1     | 1      | 13   | 15    |
| 4.  | Austria    | –     | 8      | 6    | 14    |
| 5.  | Czechy     | –     | 5      | 4    | 9     |
| 6.  | Finlandia  | –     | 1      | 8    | 9     |
| 7.  | Europa     | –     | 1      | 1    | 2     |
| 8.  | Kazachstan | –     | –      | 2    | 2     |
| 9.  | Holandia   | –     | –      | 1    | 1     |

### Według zawodników
Stan po sezonie 2020
Tabela obejmuje pierwszą 10. najbardziej utytułowanych zawodników.
| Lp. | Zawodnik            | Państwo | Lata      | Złoto | Srebro | Brąz | Razem |
| --- | ------------------- | ------- | --------- | ----- | ------ | ---- | ----- |
| 1.  | Nikołaj Krasnikow   | Rosja   | 2004–2016 | 12    | –      | –    | 12    |
| 2.  | Daniił Iwanow       | Rosja   | 2009–2020 | 9     | –      | –    | 9     |
| 2.  | Dmitrij Chomicewicz | Rosja   | 2010–2020 | 9     | –      | –    | 9     |
| 4.  | Jurij Iwanow        | Rosja   | 1985–1992 | 7     | 1      | –    | 8     |
| 5.  | Aleksandr Bałaszow  | Rosja   | 1992–1999 | 7     | –      | –    | 7     |
| 6.  | Władimir Fadiejew   | Rosja   | 1993–2002 | 6     | 2      | –    | 8     |
| 7.  | Dmitrij Kołtakow    | Rosja   | 2013–2019 | 6     | –      | –    | 6     |
| 8.  | Kiriłł Drogalin     | Rosja   | 1995–2002 | 5     | 2      | –    | 7     |
| 9.  | Władimir Suchow     | ZSRR    | 1981–1987 | 5     | 1      | 1    | 7     |
| 10. | Witalij Chomicewicz | Rosja   | 2003–2008 | 5     | –      | –    | 5     |

## Reprezentacje występujące w mistrzostwach
Legenda
- – mistrzostwo
- – wicemistrzostwo
- – trzecie miejsce
- 4–7 – miejsca 4–7
- •  – nie zakwalifikowali się
- ••  – zgłoszeni do rozgrywek, ale nie wystąpili lub wycofali się
- –  – nie brali udziału
- – gospodarz finału

| Finaliści       | 1979 (7)                                                 | 1980 (7) | 1981 (7) | 1982 (6) | 1983 (7) | 1984 (7) | 1985 (5) | 1986 (5) | 1987 (5) | 1988 (5) | 1989 (5) | 1990 (5) | 1991 (5) | 1992 (5) | 1993 (5) | 1994 (7) | 1995 (7) | 1996 (6) | 1997 (7) | 1998 (7) | 1999 (7) | 2000 (7) | 2001 (5) | 2002 (7) | 2003 (7) | 2004 (7) | 2005 (7) | 2006 (7) | 2007 (7) | 2008 (7) | 2009 (7) | 2010 (7) | 2011 (7) | 2012 (7) | 2013 (7) | 2014 (7) | 2015 (7) | 2016 (7) | 2017 (7) | 2018 (6) | 2019 (7) | 2020 (7) |
| --------------- | -------------------------------------------------------- | -------- | -------- | -------- | -------- | -------- | -------- | -------- | -------- | -------- | -------- | -------- | -------- | -------- | -------- | -------- | -------- | -------- | -------- | -------- | -------- | -------- | -------- | -------- | -------- | -------- | -------- | -------- | -------- | -------- | -------- | -------- | -------- | -------- | -------- | -------- | -------- | -------- | -------- | -------- | -------- | -------- |
| Austria         | 5                                                        | 4        | 4        | 4        | 7        | 5        | –        | •        | –        | –        | –        | •        | •        | •        | •        | –        | –        | –        | •        | 4        | Bronze   | 4        | Silver   | 7        | 5        | Bronze   | –        | –        | 6        | Silver   | Silver   | Bronze   | Silver   | Silver   | Silver   | 4        | Silver   | Bronze   | Silver   | Bronze   | Bronze   | 4        |
| Czechy          | Silver                                                   | Silver   | Silver   | Silver   | 4        | –        | 5        | •        | –        | 4        | Bronze   | 4        | Silver   | 5        | •        | 6        | 6        | 5        | 6        | 7        | 6        | 7        | –        | –        | –        | 5        | 6        | 5        | 4        | 5        | 4        | 4        | Bronze   | Bronze   | 5        | 6        | Bronze   | 4        | 5        | 5        | 7        | 6        |
| Europa          |                                                          | Bronze   | 4        |          | Silver   |          |          |          |          |          |          |          |          |          |          |          |          |          |          |          |          |          |          |          |          |          |          |          |          |          |          |          |          |          |          |          |          |          |          |          |          |          |
| Finlandia       | 6                                                        | 6        | 6        | –        | 6        | Bronze   | 4        | 4        | 4        | Bronze   | 4        | 5        | 5        | 4        | •        | Bronze   | 4        | 4        | Bronze   | Bronze   | 5        | Silver   | 5        | 6        | 6        | 6        | 5        | Bronze   | 5        | Bronze   | Bronze   | 5        | 5        | 4        | 7        | Bronze   | 6        | 6        | 6        | 6        | 5        | 7        |
| Francja         | –                                                        | –        | –        | –        | –        | –        | –        | •        | –        | 5        | –        | –        | –        | •        | –        | –        | –        | –        | –        | –        | –        | –        | –        | –        | –        | –        | –        | –        | –        | –        | –        | –        | –        | –        | –        | –        | –        | –        | –        | –        | –        | –        |
| Holandia        | 7                                                        | 7        | 7        | 6        | 5        | 6        | –        | 5        | 5        | –        | 5        | •        | •        | •        | Bronze   | 7        | 7        | –        | 7        | 6        | 7        | 6        | –        | 5        | 7        | 7        | 7        | 6        | 7        | –        | 5        | 7        | 6        | 7        | –        | –        | –        | –        | –        | –        | –        | –        |
| Kazachstan      | Reprezentacja nie brała udziału, była częścią ZSRR i WNP | –        | 4        | Bronze   | Bronze   | 4        | –        | –        | –        | –        | –        | –        | –        | –        | –        | –        | –        | –        | –        | –        | –        | –        | –        | –        | –        | –        | –        | 6        | 5        |          |          |          |          |          |          |          |          |          |          |          |          |          |
| Niemcy          | Bronze                                                   | 5        | 5        | 5        | Gold     | 4        | Bronze   | Bronze   | Bronze   | –        | –        | Bronze   | 4        | Bronze   | 4        | 5        | 5        | 6        | 5        | 5        | 4        | 5        | Bronze   | 4        | Bronze   | Silver   | Bronze   | 4        | Bronze   | 6        | 6        | 6        | 7        | 6        | 6        | 5        | 5        | 5        | Bronze   | 4        | 4        | Bronze   |
| Polska          | –                                                        | –        | –        | –        | –        | –        | –        | –        | –        | –        | –        | –        | –        | –        | –        | –        | –        | –        | –        | –        | –        | –        | –        | –        | –        | –        | –        | –        | –        | –        | –        | –        | –        | –        | 4        | 7        | –        | –        | –        | –        | –        | –        |
| Rosja           | Gold                                                     | Gold     | Gold     | Gold     | Bronze   | Gold     | Silver   | Gold     | Gold     | Gold     | Gold     | Gold     | Gold     | Gold     | Gold     | Gold     | Silver   | Gold     | Gold     | Gold     | Gold     | Gold     | Silver   | Gold     | Gold     | Gold     | Gold     | Gold     | Gold     | Gold     | Gold     | Gold     | Gold     | Gold     | Gold     | Gold     | Gold     | Gold     | Gold     | Gold     | Gold     | Gold     |
| Szwajcaria      | –                                                        | –        | –        | –        | –        | –        | –        | –        | –        | –        | –        | –        | –        | –        | •        | –        | –        | –        | –        | –        | –        | –        | –        | –        | –        | –        | –        | 7        | –        | 7        | –        | –        | –        | –        | –        | –        | 7        | 7        | 7        | –        | –        | –        |
| Szwecja         | 4                                                        | Bronze   | Bronze   | Silver   | Silver   | Gold     | Silver   | Silver   | Silver   | Silver   | Silver   | Bronze   | Silver   | Silver   | Silver   | Silver   | Gold     | Silver   | Silver   | Silver   | Bronze   | 4        | Gold     | Silver   | 4        | 4        | Silver   | Silver   | 4        | 4        | 7        | 4        | 5        | Bronze   | Silver   | 4        | Silver   | 4        | Silver   | Silver   | Silver   | Silver   |
| Wielka Brytania | –                                                        | –        | –        | –        | –        | 7        | –        | •        | –        | –        | –        | –        | –        | •        | •        | –        | –        | –        | –        | –        | –        | –        | –        | –        | –        | –        | –        | –        | –        | –        | –        | –        | –        | –        | –        | –        | –        | –        | –        | –        | –        | –        |
| Włochy          | –                                                        | –        | –        | –        | –        | •        | –        | •        | –        | –        | –        | –        | –        | •        | 5        | –        | –        | –        | –        | –        | –        | –        | –        | –        | –        | –        | –        | –        | –        | –        | –        | –        | –        | –        | –        | –        | –        | –        | –        | –        | –        | –        |
| Pozostali       | 1979 (7)                                                 | 1980 (7) | 1981 (7) | 1982 (6) | 1983 (7) | 1984 (7) | 1985 (5) | 1986 (5) | 1987 (5) | 1988 (5) | 1989 (5) | 1990 (5) | 1991 (5) | 1992 (5) | 1993 (5) | 1994 (7) | 1995 (7) | 1996 (6) | 1997 (7) | 1998 (7) | 1999 (7) | 2000 (7) | 2001 (5) | 2002 (7) | 2003 (7) | 2004 (7) | 2005 (7) | 2006 (7) | 2007 (7) | 2008 (7) | 2009 (7) | 2010 (7) | 2011 (7) | 2012 (7) | 2013 (7) | 2014 (7) | 2015 (7) | 2016 (7) | 2017 (7) | 2018 (6) | 2019 (7) | 2020 (7) |
| Białoruś        | Reprezentacja nie brała udziału, była częścią ZSRR i WNP | –        | –        | –        | –        | •        | –        | –        | –        | –        | –        | –        | –        | –        | –        | –        | –        | –        | –        | –        | –        | –        | –        | –        | –        | –        | –        | –        | –        |          |          |          |          |          |          |          |          |          |          |          |          |          |
| Mongolia        | –                                                        | –        | –        | –        | –        | ••       | –        | –        | –        | –        | –        | –        | –        | –        | –        | –        | –        | –        | –        | –        | –        | –        | –        | –        | –        | –        | –        | –        | –        | –        | –        | –        | –        | –        | –        | –        | –        | –        | –        | –        | –        | –        |
| Norwegia        | –                                                        | –        | –        | –        | –        | •        | –        | •        | –        | –        | –        | –        | –        | •        | •        | –        | –        | –        | –        | –        | –        | –        | –        | –        | –        | –        | –        | –        | –        | –        | –        | –        | –        | –        | –        | –        | –        | –        | –        | –        | –        | –        |